# José Antonio Monago Terraza
José Antonio Monago Terraza (Quintana de la Serena, Badajoz, 10 de gener del 1966) és un polític espanyol, actual president del Partit Popular d'Extremadura.

## Biografia

### Primers anys: formació
Nascut a Quintana de la Serena, el seu pare, Manuel, natural de Guareña (Badajoz) i provinent d'una família d'agricultors, era guàrdia civil, i la seva mare, Rosalía, nascuda a Hornachos i criada a Cordobilla de Lácara, era filla d'un carter. Després que el seu pare fos destinat finalment a Calzadilla de los Barros, José Antonio Monago va créixer allà. Va començar els seus primers estudis al Col·legi Públic Annexa, i va culminar la fase preuniversitària a l'Institut Públic Bárbara de Braganza, on va cursar COU. Durant aquesta etapa, Monago va arribar a participar en la selecció extremenya d'handbol com porter.
Va ingressar en el Cos de Bombers el 1987, d'on en l'actualitat té el grau de Cap de Secció. Entre altres serveis, va formar part dels equips de rescat que va actuar en l'incendi dels Magatzems Arias de Madrid, on van perdre la vida 10 bombers, i va fundar l'ONG SOS Extremadura, que va actuar en els terratrèmols d'Algèria i Marroc.
Alhora, va culminar a la Universitat d'Extremadura els estudis de Formació del Professorat d'EGB en l'especialitat de Ciències Humanes.
Posteriorment va cursar els estudis d'Expert Universitari en Criminologia, dependents de la Universitat de Cadis, va cursar Dret a Càceres, va realitzar dos anys de Pràctiques Jurídiques al Col·legi d'Advocats de Badajoz (on es va col·legiar), i feu els cursos de doctorat en Dret a la Universitat de Salamanca, amb la qualificació d'excel·lent.

### Carrera política
El seu pas per la política es va iniciar en el Partit Demòcrata Popular d'Óscar Alzaga a Badajoz, d'on va passar, quan es va fusionar aquest partit amb el Partit Popular (PP). En aquella època, va ser cofundador del Consell Local de la Joventut de Badajoz, i en va ser el primer vicepresident. A les eleccions municipals de 1991 va ser elegit regidor a l'Ajuntament de Badajoz pel PP. Igualment ha estat diputat autonòmic i senador.
Entre 2000 i 2004 va ser secretari general del PP d'Extremadura, de 2004 a 2008 va ser President del PP de Badajoz, i des del 9 de novembre de 2008 President del PP d'Extremadura així com candidat a l'Assemblea d'Extremadura a les eleccions autonòmiques de 2011. Tot i que el PP va ser la llista més votada a la Junta d'Extremadura, no va aconseguir la majoria absoluta, pel que va obtenir la presidència el 7 de juliol de 2011 gràcies a l'abstenció dels tres diputats d'Esquerra Unida, convertint-se així en el primer president d'Extremadura del PP, després de 28 anys de govern del PSOE.